# لودفيغ أوت
لودفيغ أوت (بالألمانية: Ludwig Ott)‏ هو مختص في الدراسات القروسطية ‏ ألماني، ولد في 24 أغسطس 1906 في نويماركت إن در أوبرفالتس في ألمانيا، وتوفي في 1985 في آيشتيت في ألمانيا.